# Exogonium solanifolium
Exogonium solanifolium là một loài thực vật có hoa trong họ Bìm bìm. Loài này được (L.) Britton mô tả khoa học đầu tiên năm 1918.